# Olympische Winterspiele 1952/Skispringen
Bei den VI. Olympischen Winterspielen 1952 in Oslo fand ein Wettbewerb im Skispringen statt. Dieser war gleichzeitig Teil der 19. Nordische Skiweltmeisterschaften. Somit wurden neben olympischen Medaillen auch Weltmeisterschaftsmedaillen vergeben. Austragungsort war der Holmenkollbakken am Osloer Hausberg Holmenkollen.
Das Skispringen war mehr denn je geprägt von der Überlegenheit der Sportler Skandinaviens. Einzig die beiden deutschen Skispringer Toni Brutscher (Platz 4) und Sepp Weiler (Platz 8) konnten als Nicht-Skandinavier Platzierungen unter den ersten acht erreichen.

## Bilanz

### Medaillenspiegel
| Platz  | Land     | Gold | Silber | Bronze | Gesamt |
| ------ | -------- | ---- | ------ | ------ | ------ |
| 1      | Norwegen | 1    | 1      | –      | 2      |
| 2      | Schweden | –    | –      | 1      | 1      |
| Gesamt | Gesamt   | 1    | 1      | 1      | 3      |

### Medaillengewinner
| Disziplin     | Gold                   | Silber                   | Bronze               |
| ------------- | ---------------------- | ------------------------ | -------------------- |
| Normalschanze | Arnfinn Bergmann (NOR) | Torbjørn Falkanger (NOR) | Karl Holmström (SWE) |

## Ergebnisse Normalschanze
| Platz | #  | Land        | Athlet                    | Weiten (m)    | Punkte |
| ----- | -- | ----------- | ------------------------- | ------------- | ------ |
| 1     | 06 | Norwegen    | Arnfinn Bergmann          | 67,5 / 68,0   | 226,0  |
| 2     | 38 | Norwegen    | Torbjørn Falkanger        | 68,0 / 64,0   | 221,5  |
| 3     | 37 | Schweden    | Karl Holmström            | 67,0 / 65,5   | 219,5  |
| 4     | 30 | Deutschland | Toni Brutscher            | 66,5 / 62,5   | 216,5  |
| 4     | 23 | Norwegen    | Halvor Næs                | 63,5 / 64,5   | 216,5  |
| 6     | 18 | Norwegen    | Arne Hoel                 | 63,5 / 64,5   | 215,5  |
| 7     | 41 | Finnland    | Antti Hyvärinen           | 66,5 / 61,5   | 213,5  |
| 8     | 44 | Deutschland | Sepp Weiler               | 67,0 / 63,0   | 213,0  |
| 8     | 19 | Finnland    | Pentti Uotinen            | 63,0 / 64,5   | 213,0  |
| 10    | 17 | Deutschland | Josef Kleisl              | 66,5 / 62,5   | 208,0  |
| 11    | 01 | Schweden    | Hans Nordin               | 63,5 / 61,5   | 206,5  |
| 12    | 04 | Finnland    | Olavi Kuronen             | 62,5 / 61,5   | 204,5  |
| 12    | 40 | USA         | Keith Wegeman             | 62,5 / 63,0   | 204,5  |
| 14    | 12 | Österreich  | Walter Steinegger         | 61,5 / 63,0   | 202,0  |
| 15    | 10 | USA         | Art Devlin                | 63,5 / 60,5   | 201,5  |
| 16    | 33 | Schweiz     | Andreas Däscher           | 62,0 / 61,0   | 200,5  |
| 16    | 32 | Jugoslawien | Janez Polda               | 62,5 / 62,0   | 200,5  |
| 18    | 31 | USA         | Arthur Tokle              | 62,5 / 63,0   | 199,5  |
| 18    | 22 | Finnland    | Tauno Luiro               | 60,5 / 64,0   | 199,5  |
| 20    | 02 | Schweiz     | Hans Däscher              | 61,0 / 60,0   | 198,5  |
| 21    | 05 | Österreich  | Rudolf Dietrich           | 63,0 / 62,5   | 198,0  |
| 22    | 08 | USA         | Bill Olson                | 62,5 / 62,0   | 193,5  |
| 23    | 14 | Schweiz     | Jacques Perreten          | 61,0 / 59,0   | 193,0  |
| 24    | 03 | Polen       | Antoni Wieczorek          | 60,5 / 60,5   | 191,0  |
| 25    | 27 | Kanada      | Jacques Charland          | 62,5 / 61,0   | 190,0  |
| 26    | 26 | Schweiz     | Fritz Schneider           | 59,5 / 59,5   | 189,5  |
| 27    | 36 | Polen       | Stanisław Marusarz        | 59,0 / 60,5   | 189,0  |
| 27    | 13 | Japan       | Tatsuo Watanabe           | 59,0 / 59,0   | 189,0  |
| 29    | 20 | Jugoslawien | Karel Klančnik            | 60,0 / 56,5   | 188,5  |
| 29    | 29 | Österreich  | Hans Eder                 | 57,5 / 55,5   | 188,5  |
| 31    | 09 | Deutschland | Franz Dengg               | 60,0 / 56,5   | 187,5  |
| 32    | 16 | Schweden    | Bror Östman               | 66,5 / 65,0 * | 187,0  |
| 33    | 11 | Polen       | Jakub Węgrzynkiewicz      | 60,5 / 58,0   | 185,0  |
| 34    | 21 | Japan       | Ryōichi Fujisawa          | 57,5 / 55,5   | 183,5  |
| 35    | 42 | Island      | Ari Friðbjörn Guðmundsson | 60,0 / 59,0   | 183,0  |
| 36    | 43 | Japan       | Hiroshi Yoshizawa         | 59,5 / 56,5   | 182,5  |
| 36    | 35 | Frankreich  | André Monnier             | 56,0 / 56,0   | 182,5  |
| 38    | 15 | Frankreich  | Régis Rey                 | 56,5 / 57,5   | 181,5  |
| 39    | 25 | Polen       | Leopold Tajner            | 57,0 / 56,5   | 178,0  |
| 40    | 28 | Schweden    | Thure Lindgren            | 63,0 * / 62,5 | 175,5  |
| 41    | 39 | Kanada      | Lucien Laferté            | 61,0 * / 59,5 | 162,5  |
| 42    | 07 | Japan       | Kōzō Kawashima            | 59,5 * / 56,0 | 148,0  |
| 43    | 24 | Frankreich  | Henri Thiollière          | 56,6 * / 55,0 | 142,5  |
| DNF   | 34 | Österreich  | Josef Bradl               | 50,5 / –      |        |

- gestürzt

Datum: 24. Februar 1952, 13:30 Uhr

44 Teilnehmer aus 13 Ländern, davon 43 in der Wertung.
Der Österreicher Josef Bradl, der zu den Favoriten zählte, stürzte im ersten Durchgang bei 50,5 m und trat zum zweiten nicht mehr an. Eine der größten Überraschungen waren die drei deutschen Springer unter den ersten zehn. Damit hatte Mitteleuropas Spitzenklasse gegen jene der norwegischen aufgeholt, der Unterschied war nicht mehr so groß – außer dass sie in der Breite unerreicht waren, denn sie hatten zwanzig Springer im Format eines Arnfinn Bergmann. Hinsichtlich der Österreicher war festzustellen, dass diese einfach bei sich zu Hause zu hoch bewertet wurden, während sie international nicht mithalten konnten. Das Zeremoniell vor dem Sprunglauf war ungewohnt: König Haakon VII. ging über den Schanzentisch, blieb in der Mitte stehen, zog seine Mütze und begrüßte das Volk. Darauf sangen die Zuschauer die Nationalhymne.